# Orły (gmina)
 (juin 2022).
Si vous disposez d'ouvrages ou d'articles de référence ou si vous connaissez des sites web de qualité traitant du thème abordé ici, merci de compléter l'article en donnant les références utiles à sa vérifiabilité et en les liant à la section « Notes et références ».
Orły [ˈɔrwɨ] est une commune rurale de la Voïvodie des Basses-Carpates et du powiat de Przemyśl. Elle s'étend sur 70,1 km² et comptait 8 419 habitants en 2010.
Elle se situe à environ 10 kilomètres au nord de Przemyśl et à 60 kilomètres à l'est de Rzeszów, la capitale régionale.